# بارکدخوان

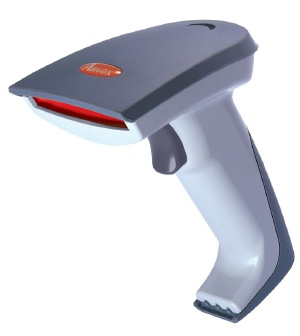
یک پویشگر بارکدخوان دستی

بارکدخوان یا رمزینه‌خوان، وسیله‌ای الکترونیکی است که با استفاده از آن، بارکدهای چاپ شده را مانند پویشگر می‌خوانند. این دستگاه متشکل از منبعی نوری، لنز و حسگر ترجمهٔ نوری است. تقریباً همهٔ بارکدخوان‌ها، حاوی یک مدار رمزگشای تحلیل تصویردادهٔ بارکدها هستند.